# Ethan Gutmann
Ethan Gutmann é um escritor americano, observador da China, autor e ex-bolsista adjunto da Fundação para a Defesa das Democracias  cujo trabalho investigou vigilância e extração de órgãos na China.

## Investigações da China
Os escritos de Gutmann sobre a China incluem dois livros, Losing the New China: A Story of American Commerce, Desire and Betrayal (Perdendo a Nova China: Uma História de Comércio Americano, Desejo e Traição) e The Slaughter: Mass Killings, Organ Harvesting, e China's Secret Solution to Its Dissident Problem (O Massacre: Homicídios em Massa, Extração de Órgãos, e a Solução Secreta da China Para Seu Problema de Dissidentes).
Gutmann testemunhou perante o Congresso dos EUA, o Parlamento Europeu e as Nações Unidas.

Ele é co-fundador da Coalizão Internacional para Acabar com o Abuso de Transplantes na China.

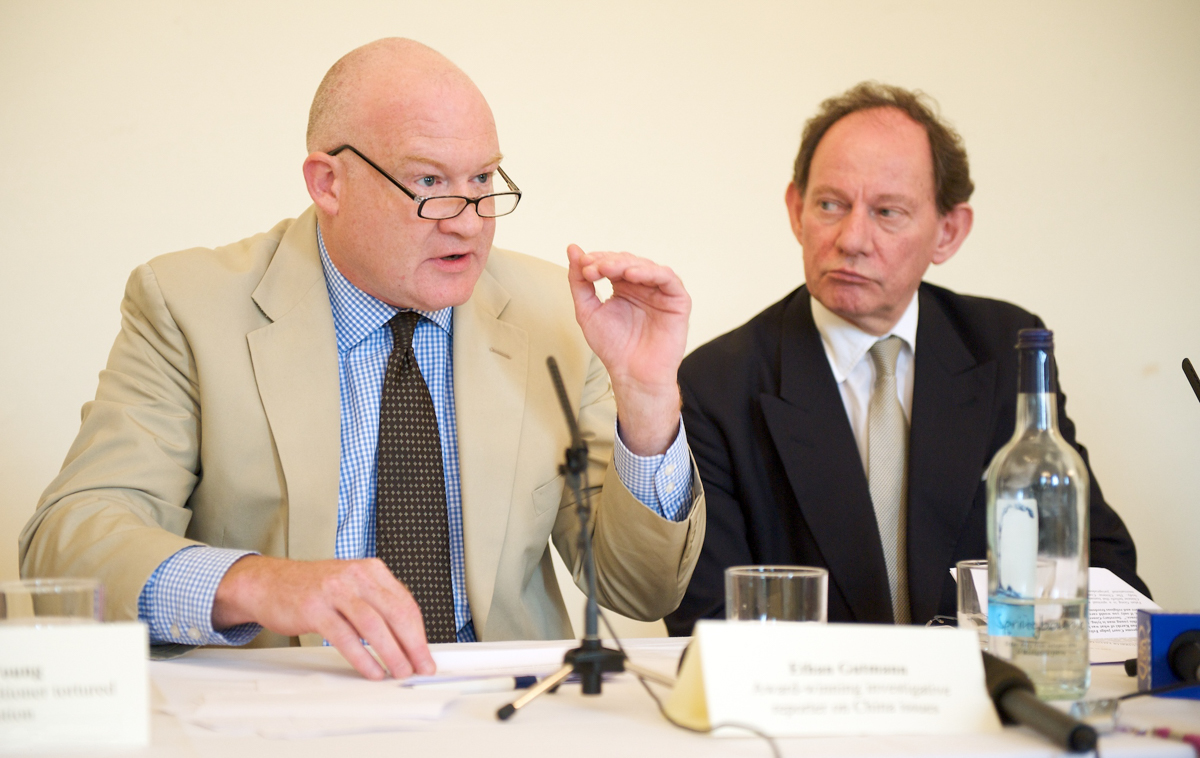
Ethan Gutmann (à esquerda) com Edward McMillan-Scott na conferência de imprensa da Foreign Press Association, 2009

### Coleta de órgãos na China
Em 2006, surgiram alegações de que um grande número de praticantes do Falun Gong foram mortos para abastecer a indústria chinesa de transplante de órgãos. As alegações levaram a uma investigação por David Kilgour e David Matas. O relatório Kilgour-Matas, como foi chamado,  afirmou que "a fonte de 41.500 transplantes para o período de seis anos de 2000 a 2005 é não é explicada" e "acreditamos que houve e continua a haver apreensão de órgãos em grande escala de praticantes relutantes do Falun Gong."
A partir de 2006, Gutmann escreveu artigos sobre extração de órgãos. Em 2012, "Órgãos do Estado: Abuso de Transplante na China" (State Organs: Transplant Abuse in China em inglês), foi publicado com ensaios de seis profissionais médicos, além de David Matas e Gutmann.
Gutmann entrevistou mais de 100 testemunhas, incluindo sobreviventes do Falun Gong, médicos, policiais e administradores de campos. Ele estimou que 65.000 praticantes do Falun Gong foram mortos por seus órgãos de 2000 a 2008, e que entre 450.000 e 1 milhão de praticantes do Falun Gong estavam detidos.
Em outubro de 2014, em entrevista ao jornal canadense Toronto Star, Gutmann não limitou o prazo de 2000 a 2008 e afirmou que “o número de vítimas está perto de 100.000”.
Gutmann foi um dos principais entrevistados em Human Harvest, um documentário vencedor do Peabody Award de 2014 sobre extração de órgãos na China, bem como no documentário da PBS Hard to Believe (2015).
Em agosto de 2014, Gutmann escreveu O massacre: assassinatos em massa, extração de órgãos e solução secreta da China para seu problema dissidente, que descreveu o negócio de transplante de órgãos da China e sua conexão com campos de internamento e campos de extermínio para dissidentes presos, especialmente os adeptos do Falun Gong. O novo livro, que levou sete anos para escrever, foi baseado em entrevistas com policiais de alto escalão, ex-prisioneiros de consciência e médicos chineses que mataram prisioneiros na mesa de operação. Gutmann entrevistou dissidentes, incluindo do Falun Gong, tibetanos, uigures e cristãos domésticos.
Em 2016, Gutmann, David Kilgour e David Matas escreveram um relatório investigativo atualizado sobre a extração de órgãos de prisioneiros de consciência na China. O relatório de 700 páginas contém informações extensas sobre as estatísticas reais de transplantes, obtidas diretamente nas publicações dos hospitais chineses e em outras fontes primárias chinesas. O relatório foi amplamente divulgado no The New York Times,  The Globe and Mail, The Times, CNN, The Independent, e vários outros meios de comunicação importantes ao redor o mundo.

## Livros
- Perdendo a Nova China: Uma História de Comércio Americano, Desejo e Traição, (2004)ISBN 978-1893554832
- O massacre: assassinatos em massa, extração de órgãos e a solução secreta da China para seu problema dissidente, (2014)ISBN 978-1616149406